# 托氏副雙邊魚
托氏副雙邊魚為輻鰭魚綱鱸形目鱸亞目雙邊魚科的其中一個種，分布於亞洲印度Kerala及Karnataka的淡水流域，體長可達12公分，屬肉食性，可作為食用魚。